# Carlos Peralta Gallego
Carlos Peralta Gallego (Malaga, 30 gennaio 1994) è un nuotatore spagnolo.

## Biografia
Ha studiato medicina presso l'Università Complutense di Madrid.
È cresciuto sportivamente nel Club Esportiu Mediterrani.
Ai Giochi del Mediterraneo di Mersin 2013 è arrivato quarto nei 200 metri farfalla, alle spalle del serbo Velimir Stjepanović, del greco Stefanos Dimitriadis e dell'italiano Francesco Pavone. Nei 100 metri farfalla è stato eliminato in batteria con l'undicesimo posto. Ha preso parte anche alla staffetta 4x200 metri stile libero maschile, in squadra con i connazionali Juan Francisco Segura Gutiérrez, José Manuel Valdivia Cañizares e Gerard Rodríguez López, concludendo con il quinto posto in finale.
Ai campionati europei di nuoto di Berlino 2014 è giunto sesto nei 200 metri farfalla.
Ha partecipato ai campionati italiani invernali di nuoto di Riccione 2015 vincendo la medaglia d'oro nei 200 metri farfalla.
Ai europei di Londra 2016 si è piazzato quinto nei 200 metri farfalla, con il tempo di 1'56"42, che gli ha permesso di stabilire il record nazionale spagnolo.
Ha rappresentato la Spagna ai Giochi olimpici estivi di Rio de Janeiro 2016, gareggiando nei 200 metri farfalla, dove è stato eliminato in batteria con il ventunesimo tempo.
Nel 2018, in un'intervista al quotidiano El Mundo pubblicata il 23 giugno, in prossimità della Giornata internazionale dell'orgoglio LGBT, ha fatto coming out dichiarandosi omosessuale.
Nel giugno 2019, per contrastare l'omofobia nello sport, si è fatto ritrarre in una fotografia in cui bacia il pallanuotista della nazionale spagnola Víctor Gutiérrez Santiago.

## Palmarès
| Anno | Manifestazione          | Sede           | Evento         | Risultato | Prestazione | Note             |
| ---- | ----------------------- | -------------- | -------------- | --------- | ----------- | ---------------- |
| 2013 | Universiade             | Kazan'         | 100 m farfalla | 34º       | 55"191      | [ 5 ]            |
| 2013 | Universiade             | Kazan'         | 200 m farfalla | 5º        | 1'58"31     | [ 5 ]            |
| 2013 | Giochi del Mediterraneo | Mersin         | 100 m farfalla | 11º E     | 55"06       |                  |
| 2013 | Giochi del Mediterraneo | Mersin         | 200 m farfalla | 4º        | 1'59"09     |                  |
| 2013 | Giochi del Mediterraneo | Mersin         | 4x200 m sl     | 5º        | 7'30"96     |                  |
| 2014 | Europei                 | Berlino        | 200 m farfalla | 6º        | 1'57"01     |                  |
| 2016 | Europei                 | Londra         | 100 m farfalla | 40º E     | 54"07       |                  |
| 2016 | Europei                 | Londra         | 200 m farfalla | 6º        | 1'56"42     | Record nazionale |
| 2016 | Giochi olimpici         | Rio de Janeiro | 200 m farfalla | 21º E     | 1'56"98     |                  |

### Campionati nazionali
- Campionati italiani

Riccione 2015:  Oro nella farfalla 200 m

## Record nazionali
| N | Gara           | Tempo   | Data           | Evento  | Luogo               |
| - | -------------- | ------- | -------------- | ------- | ------------------- |
| 1 | 200 m farfalla | 1'56"42 | 16 maggio 2016 | Europei | Londra, Regno Unito |